# Dirk Heirbaut
Dirk Gustaaf Maria Heirbaut (* 9. September 1966 in Hamme) ist ein belgischer Rechtshistoriker.
Dirk Heirbaut schloss sein Studium 1988 in Geschichte und 1993 in Rechtswissenschaft an der Universität Gent ab. Er war anschließend Assistent für Rechtsgeschichte an der Universität Gent bei Daniel Lambrecht und 1995 war er Gastprofessor für Vergleichendes Recht an der Universität Uppsala in Schweden. Mit einer Arbeit über das Lehnrecht in der Grafschaft Flandern in der Zeit von 1000 bis 1305 wurde er 1997 promoviert. Seit 1998 lehrt er als Professor für Rechtsgeschichte an der Universität Gent. Im Jahr 2001 und 2003 war er Stipendiat des Max-Planck-Instituts für Europäische Rechtsgeschichte. Er war 2010 Gastprofessor an der Freien Universität Brüssel. Er ist seit 2007 korrespondierendes Mitglied des Zentraldirektoriums der Monumenta Germaniae Historica. Im Jahr 2012 wurde er zum ordentlichen Mitglied der Academia Europaea gewählt. Im Jahr 2014 wurde er Mitglied der Königlich Belgischen Akademie der Wissenschaften. 
Für die Erforschung des west- und mitteleuropäischen Lehnrechts hat er maßgebliche Beiträge geleistet, vor allem für den Übergang von der oralen Rechtskultur zur Verschriftlichung von Recht und Rechtsprechung. Im Jahr 2014 erhielt er dafür den Eike-von-Repgow-Preis der Stadt Magdeburg. Er ist Mitherausgeber der Rechtskultur, Zeitschrift für Europäische Rechtsgeschichte.

## Schriften
Monographien
- Over heren, vazallen en graven: Het persoonlijk leenrecht in Vlaanderen ca. 1000–1305 (= Verhandelingen van de Koninklijke Vlaamse Academie van België voor Wetenschappen en Kunsten. Band 2). Paleis der Academien, Brüssel 1997, ISBN 90-6569-691-1.

Herausgeberschaften
- mit Seán Patrick Donlan: The Laws’ Many Bodies. Studies in Legal Hybridity and Jurisdictional Complexity, c 1600–1900 (= 	Comparative studies in Continental and Anglo-American legal history. Band 32). Duncker & Humblot, Berlin 2015, ISBN 978-3-428-14715-1.